# Comité Olympique et Sportif Luxembourgeois
Das Comité Olympique et Sportif Luxembourgeois (COSL, luxemburgisch Lëtzebuerger Olympesche a Sporting Comité) ist das Nationale Olympische Komitee in Luxemburg mit Sitz in Strassen.

## Geschichte
1912 wurde das Komitee von der Union des sociétés luxembourgeoises de gymnastique und der Fédération des sociétés luxembourgeoises de sports athlétiques unter dem Namen Comité Olympique Luxembourgeois (COL) gegründet. Noch im selben Jahr wurde es offiziell vom Internationale Olympische Komitee (IOC) anerkannt. Mit Inkrafttreten der ersten Satzung im Jahr 1925 zählte das Komitee sieben Mitgliedsverbände. 1974 erfolgte eine Umstrukturierung, im Zuge derer der Verband in den heutigen Namen umbenannt wurde. Heute zählt er 61 Mitgliedsverbände.

## Präsidenten
- 1912–1922: Robert Brasseur
- 1922–1925: Maurice Pescatore
- interim: Razen Auguste
- 1925–1950: Gustave Jacquemart
- 1950–1970: Paul Wilwertz
- 1970–1972: Prosper Link
- 1973–1977: Josy Barthel
- 1977–1989: Gérard Rasquin
- 1989–1999: Norbert Haupert
- 1999–2012: Marc Theisen
- seit 2012: André Hoffmann